# Noord (metrostation)
Noord is een metrostation in Amsterdam-Noord van metrolijn 52, ook wel de Noord/Zuidlijn genoemd. De opening vond plaats op 22 juli 2018. Tot maart 2012 was de werknaam Buikslotermeerplein. Verwacht wordt dat dagelijks ongeveer 41.000 reizigers van het station gebruik zullen maken.

## Station
Het bovengrondse station, gelegen in de Buikslotermeer, vormt de eindhalte van de metroverbinding in Amsterdam-Noord. Het andere eindpunt is station Zuid. Het station, een ontwerp van Benthem Crouwel Architekten, ligt op een viaduct in de middenberm van de Nieuwe Leeuwarderweg. Het station heeft twee uitgangen (midden en noordkant) en een eilandperron van 132 meter lang en 22 meter breed, waarin een vijftal vides is uitgespaard. Aan weerszijden van elke vide is het perron 3,5 meter breed. Aan de noordzijde van het station bevindt zich aan beide kanten een busstation voor zowel stads- als streekvervoer. Door de tijdelijke inkorting van een aantal streeklijnen sinds 10 december 2023 is er onvoldoende ruimte en halteren een aantal lijnen langs de IJdoornlaan. Het station is 16 meter hoog en er zijn 1.300 inpandige fietsparkeerplekken.
Ten noorden van het station is een keer- en opstelterrein voor de metrotreinen aangelegd. Naast dit rangeerterrein is het zogenoemde Voorzieningengebouw gerealiseerd. Dit gebouw, ontworpen door het Amsterdamse architectenbureau Mopet, biedt onderdak aan een kantoor, aan ruimten voor metrobestuurders, onderhoudspersoneel en schoonmakers en aan techniek- en opslagruimten. Het gebouw werd net als het SET-gebouw (Sein-, Energie- en Telecomgebouw) op de middenberm van de Ringweg A10-Zuid bekleed met beplating van cortenstaal.

### Omgeving
De bouw van het station wordt aangegrepen om het gebied rond het station te ontwikkelen. Zo verrees er al een nieuw stadsdeelkantoor en voorziet het plan Centrum Amsterdam Noord (CAN) in uitbreiding van het winkelcentrum Boven 't Y, en verder in nieuwe woningen, sportvoorzieningen, een cultuurcentrum, een bioscoop, onderwijsvoorzieningen en uitbreiding van kantoren. De nieuwe straten in de directe omgeving van het station zijn in 2012 vernoemd naar trein- en metrostations in andere Europese hoofdsteden: Gare du Nord (Parijs), King's Cross (Londen) en Termini (Rome). In de lussen van de op- en afritten van de Nieuwe Leeuwarderweg aan de IJdoornlaan is een P+R-voorziening gerealiseerd die een directe toegang heeft naar het station en met de auto alleen te bereiken is via de Nieuwe Leeuwarderweg zelf.

### Kunstwerk
In mei 2013 selecteerde een speciale commissie van de gemeente een kunstwerk van Harmen Liemburg voor dit station. Het betreft een tekening, gebaseerd op oude landkaarten en op de diverse vogels die in en rond Amsterdam leven, die op het perron in de vloertegels is uitgesneden en ingelegd.
Op 7 april 2014 werd met de plaatsing van het eerste spant voor de stationsoverkapping het hoogste punt van de metrolijn bereikt.

## Galerij

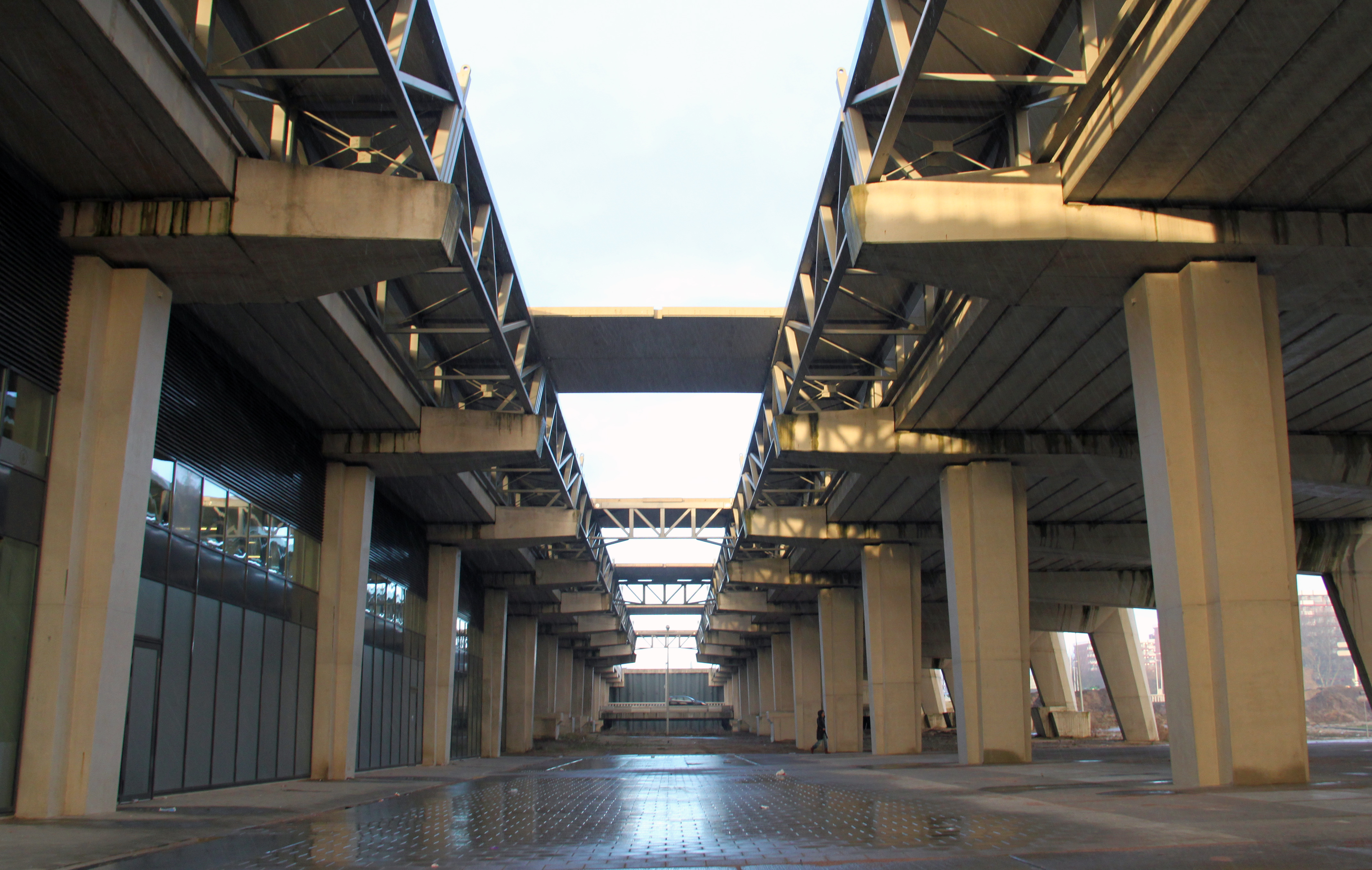
Station Noord tijdens de bouw in 2013
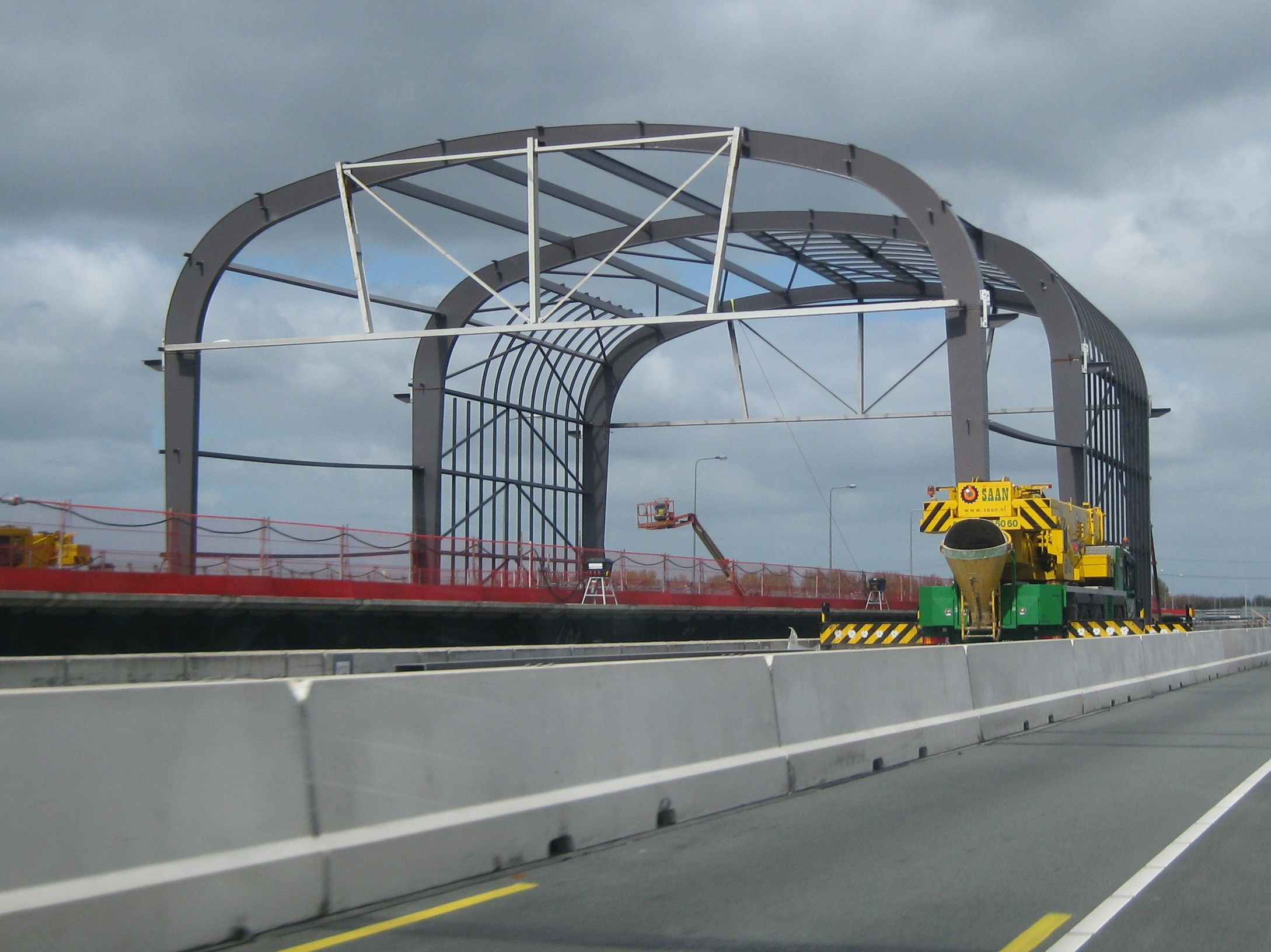
De eerste spanten in 2014
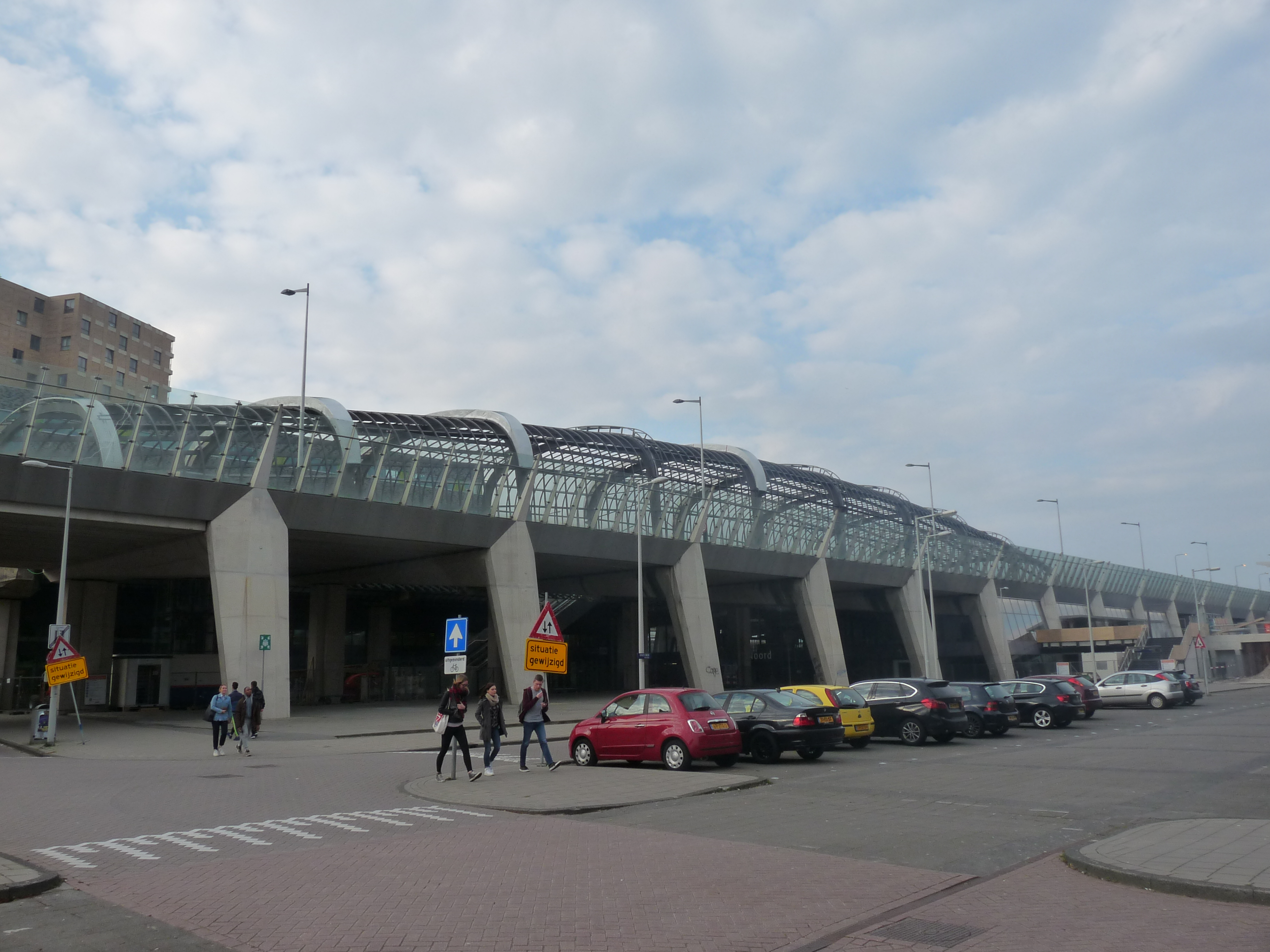
Het station in aanbouw in 2017
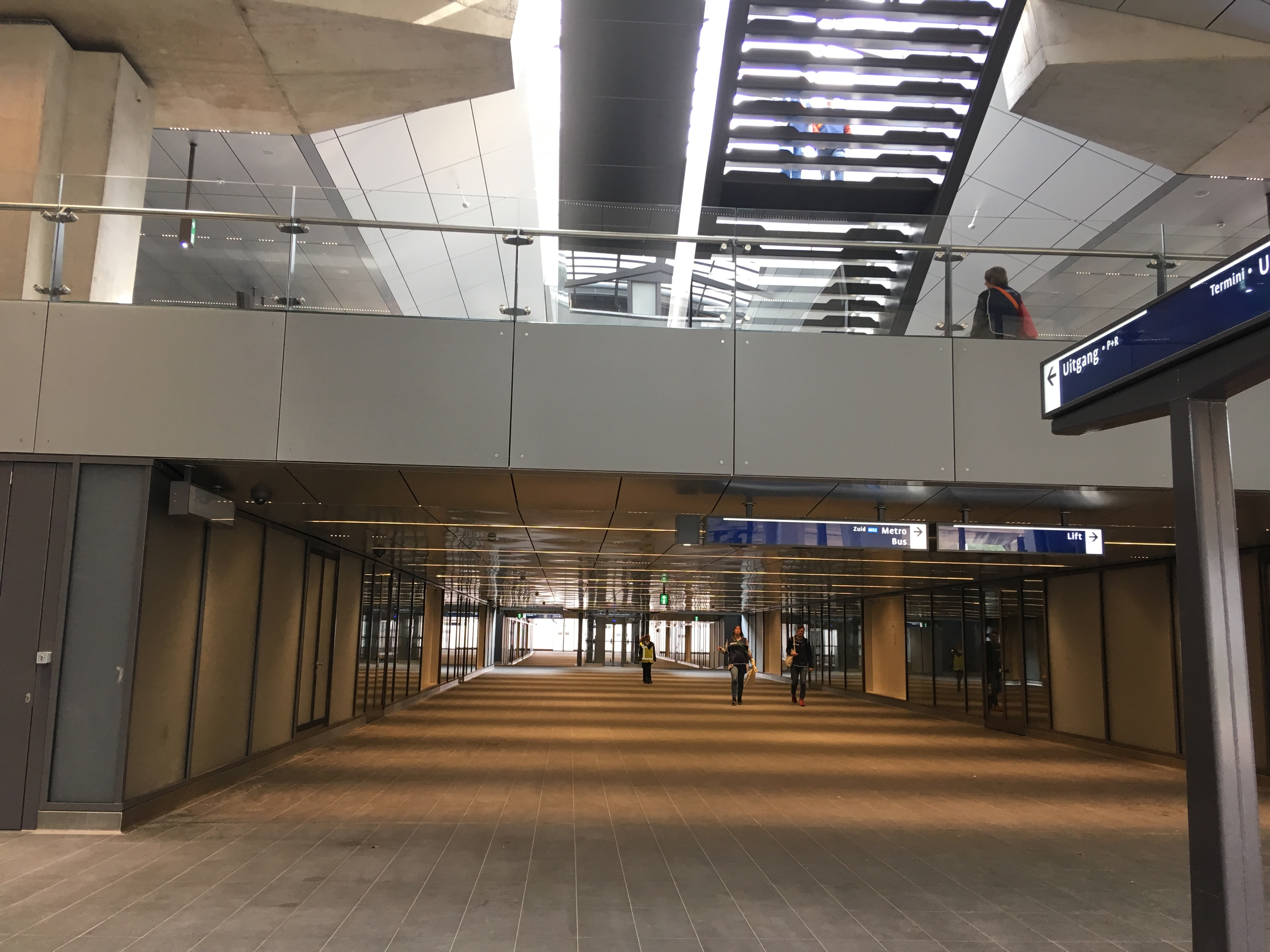
Passage gezien richting P+R, mei 2018
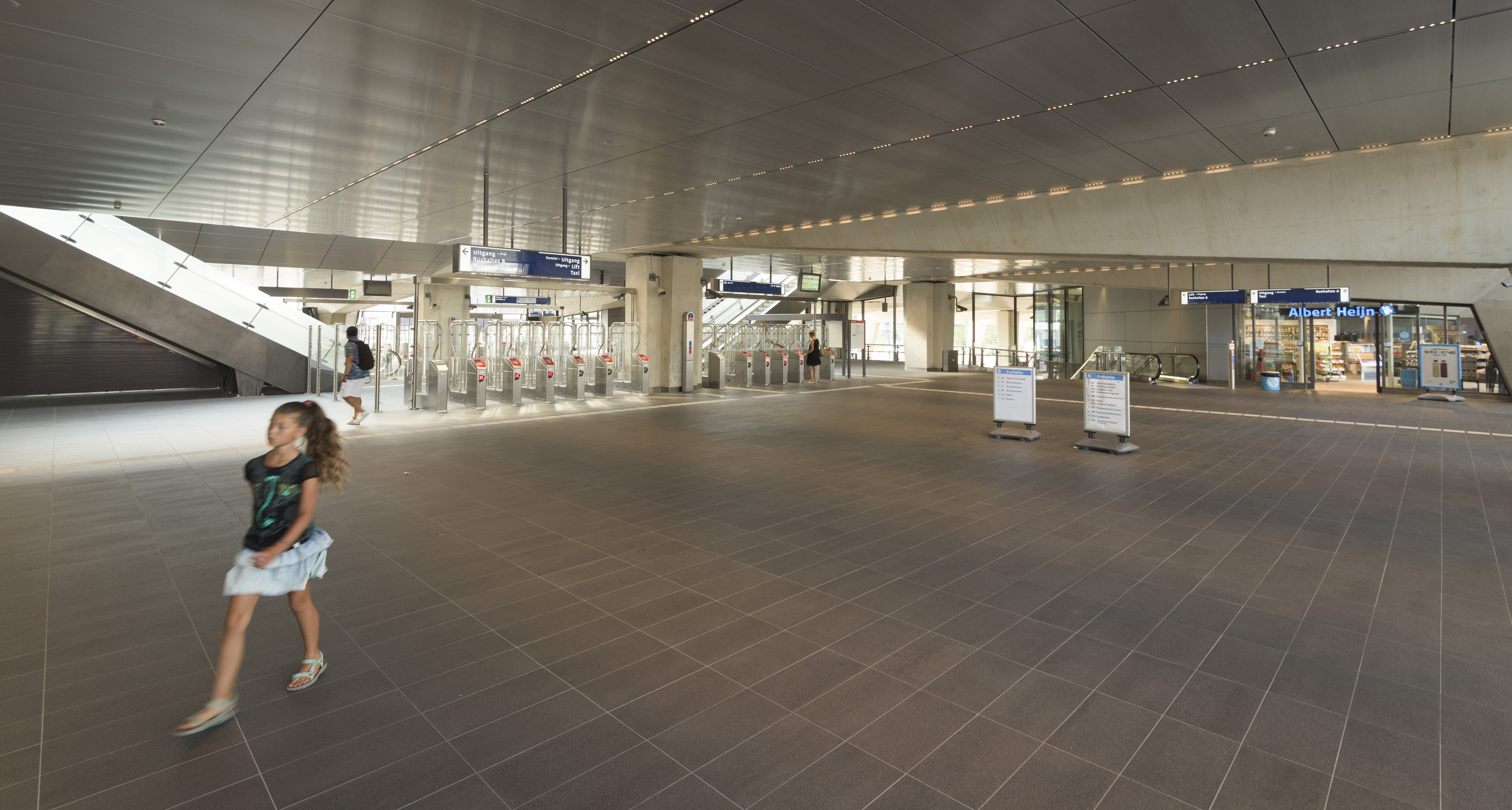
Hal met stijgpunten en poortjes op niveau van busstation (eerste verdieping)
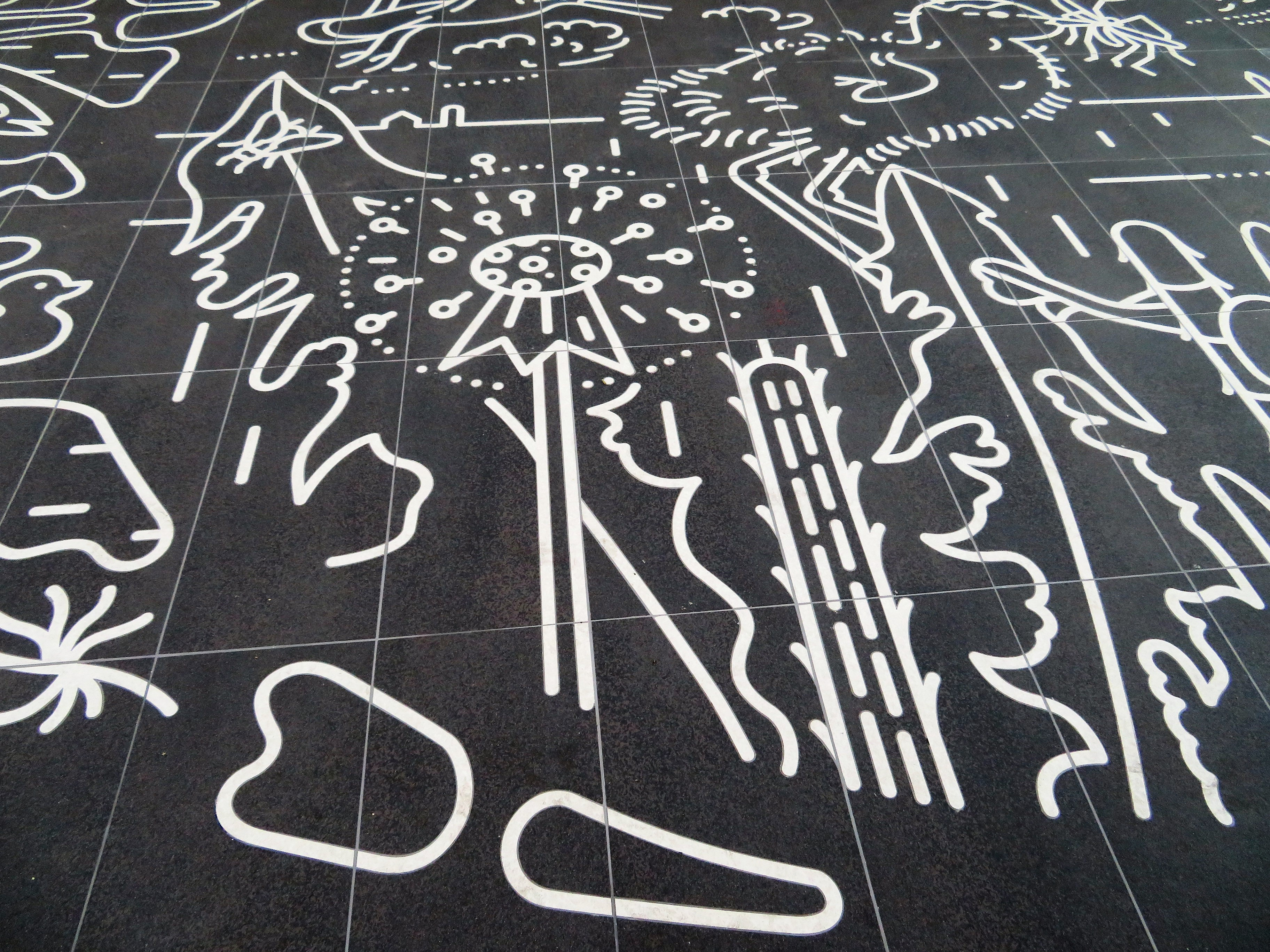
Kunstwerk van Harmen Liemburg
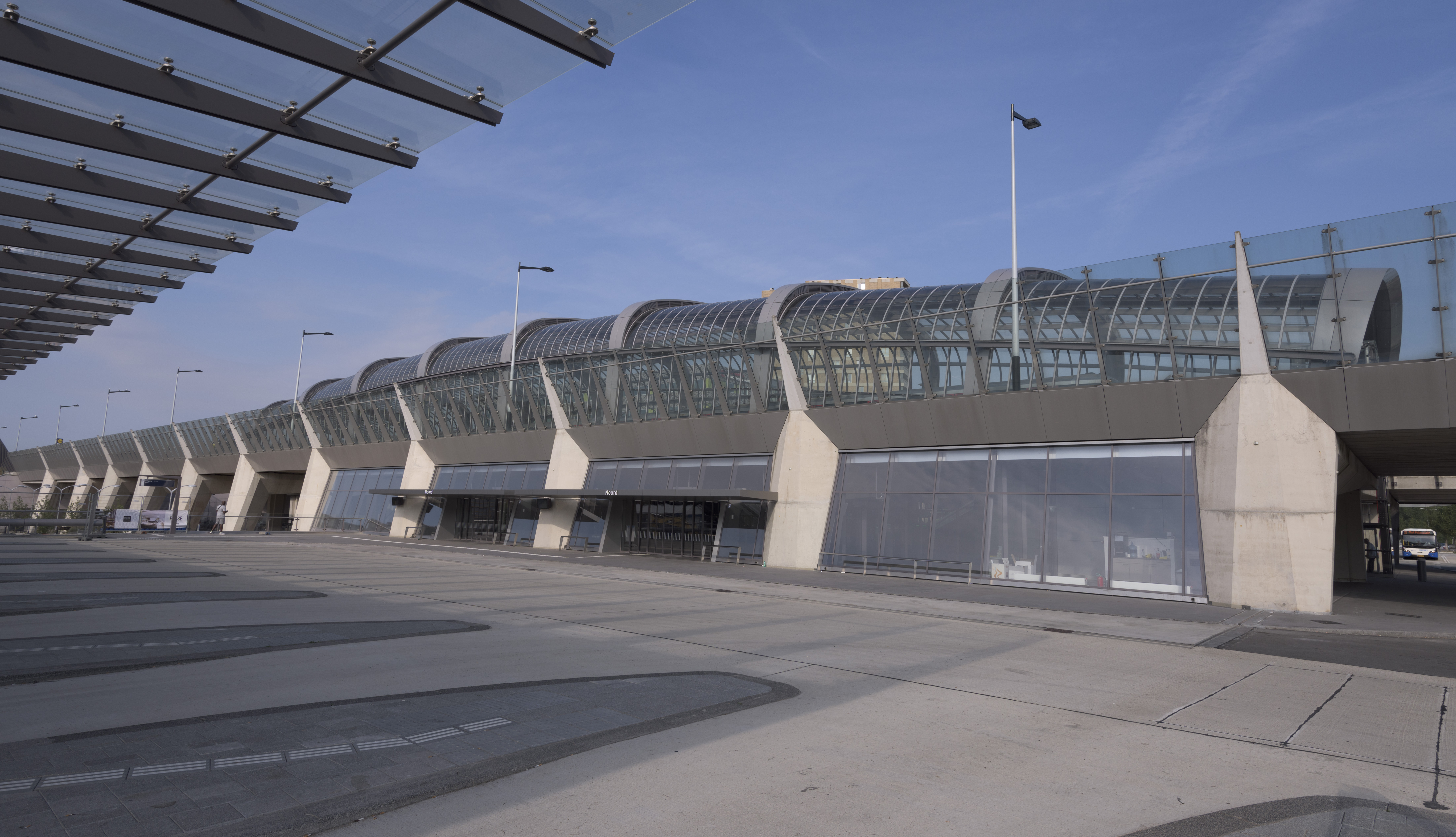
Stationsgebouw gezien vanaf het busstation
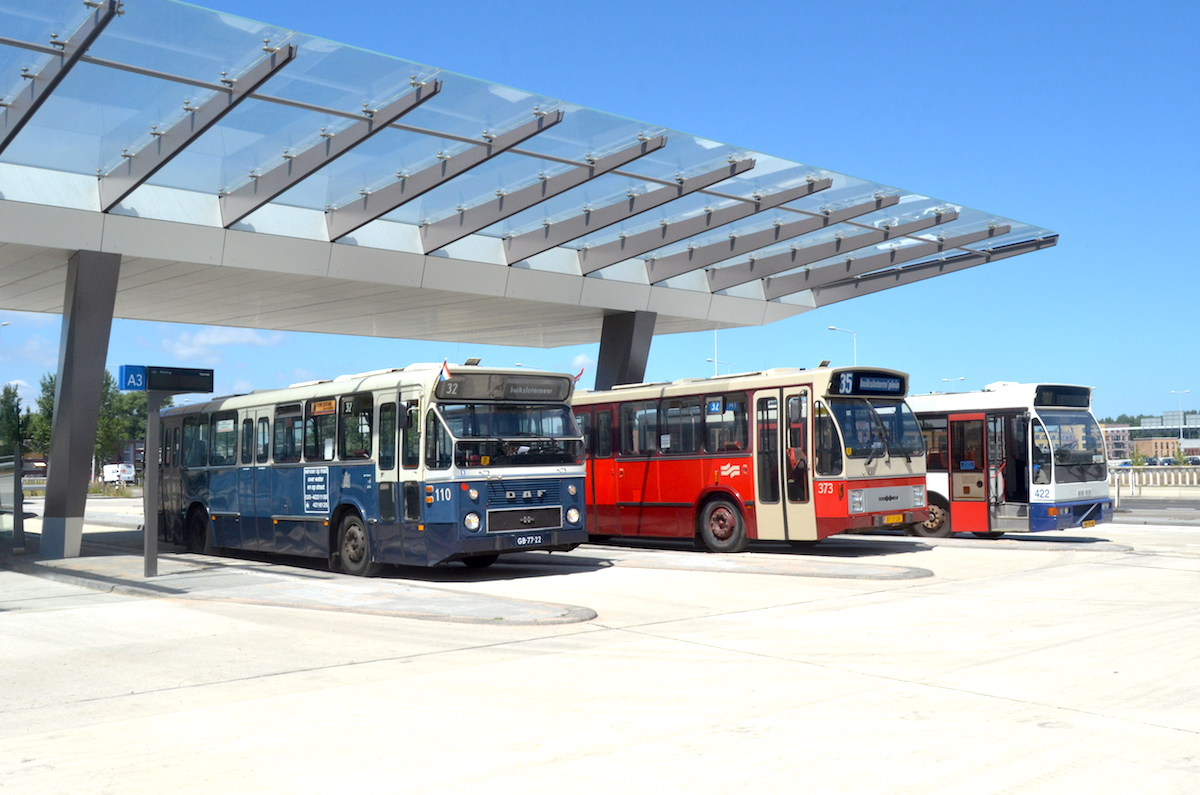
De Amsterdamse museumbussen GVB 110, 373 en 422 op het busstation; juli 2018.
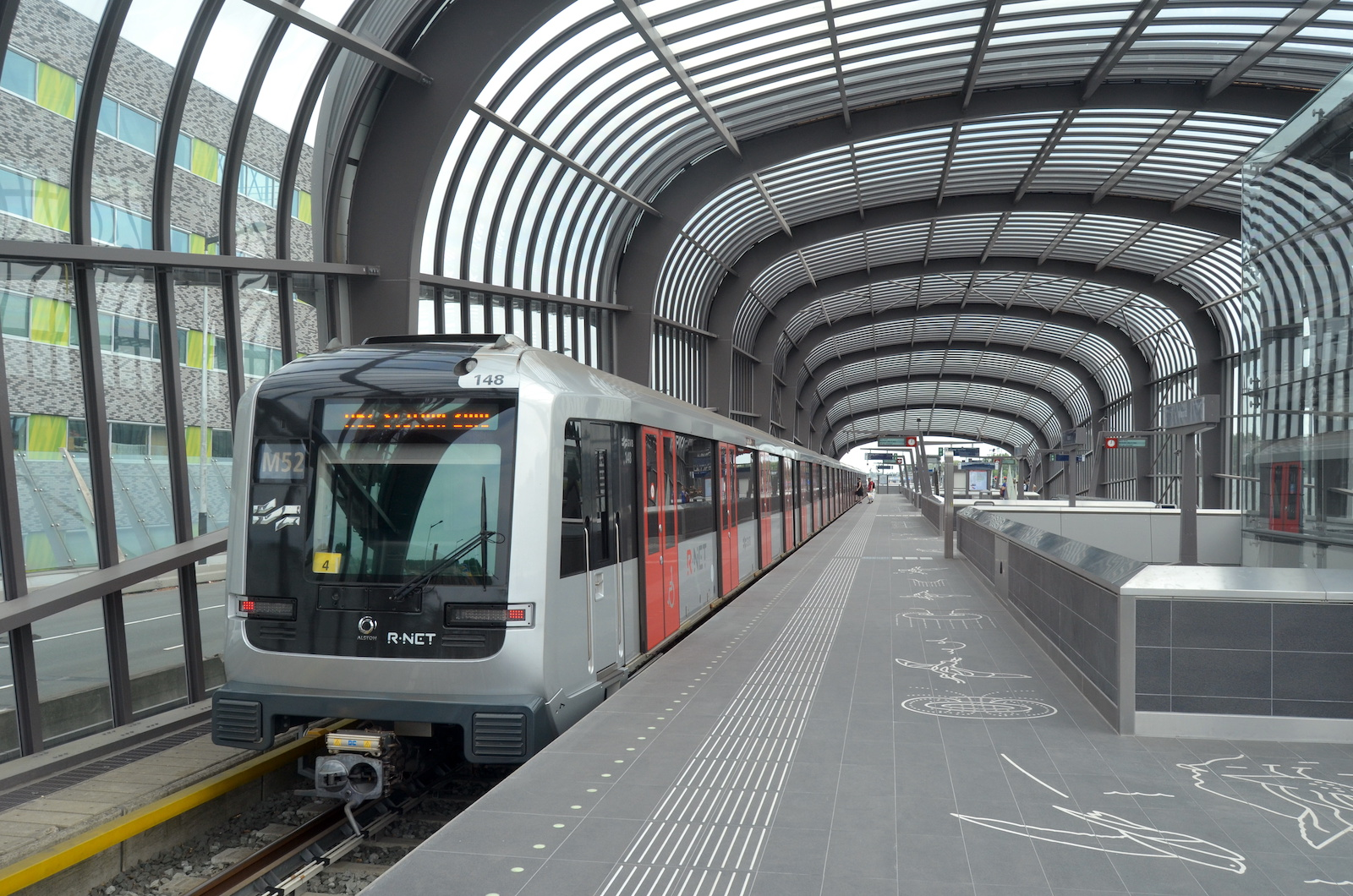
Metrotrein type M5 in Station Noord op de eerste dag van de exploitatie van de Noord/Zuidlijn; 22 juli 2018.